# La Grand' tante
La Grand' Tante (Grandtanten) er en opera i én akt af Jules Massenet til en fransk libretto af Jules Adenis og Charles Grandvallet. Værket blev uropført på Opéra-Comique i Paris den 3. april 1867. Selv om det ikke er Massenets første opera, var det hans første værk skrevet for scenen, som blev opført.

## Roller
| Rolle               | Stemmetype | Originalbesætning, 3. april 1867 (Dirigent: Théophile Tilmant) |
| ------------------- | ---------- | -------------------------------------------------------------- |
| Markisen af Kerdrel | Tenor      | Victor Capoul                                                  |
| Alice de Kerdrel    | Sopran     | Marie Heilbronn                                                |
| La Chevrette        | Sopran     | Caroline Girard                                                |

## Synopsis
Markisen af Kerdrel vender hjem fra Afrika for at få arven efter sin døde grandonkel. Så snart han kommer ind på grandonklens borg, som er en del af arven, møder han sin grandtante og forelsker sig i hende; faktisk var hun kun tyve år gammel, da grandonklen giftede sig med hende in extremis. Markisen beder straks om hendes hånd. Kort efter findes et andet testamente, som bestemmer, at den unge markis ikke skal arve på grund af dårlig opførsel, hvorfor hele formuen går til den unge enke. Men da hun er ugift, er det muligt, at alt ender godt for markisen.